# Meiningen
Meiningen là Quận của huyện Schmalkalden-Meiningen trong Thuringia. Meiningen là thành phố lớn nhất trong quận và nằm trên Werra, quyền của các nguồn của sông Weser. Meiningen là Trung tâm văn hóa và Tư pháp ở Nam Thuringia. Trong kinh doanh, các ngành công nghiệp công nghệ cao, cơ khí và một số tổ chức y tế được đại diện. Thành phố thuộc khu vực Franken. Tại ngày 31 Tháng 12 năm 2010 là 21 590 người dân ở Meiningen.
Hiệp hội này tồn tại trong Meiningen "Việt Nam trong Meiningen và môi trường".

## Hình ảnh

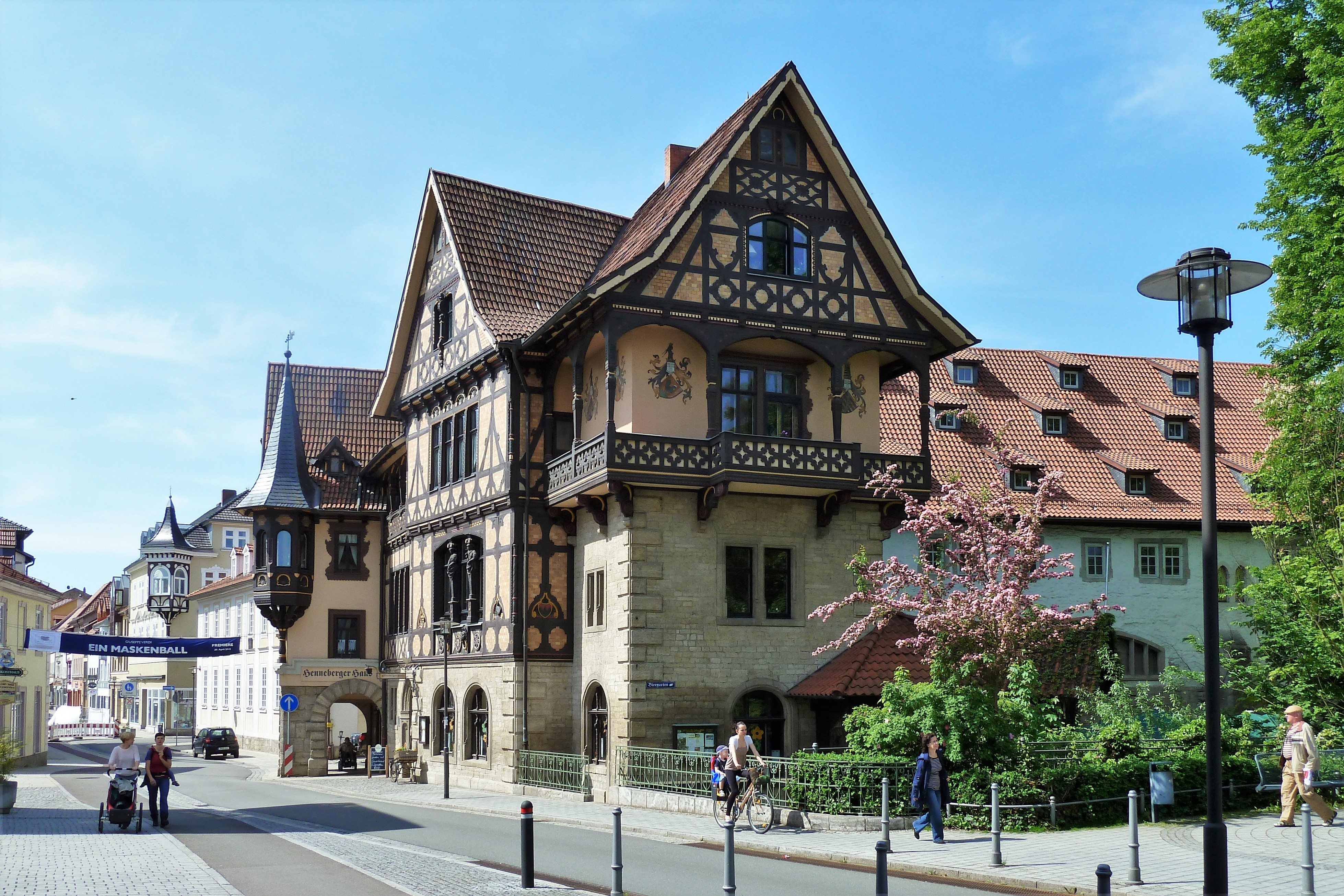
Henneberger nhà
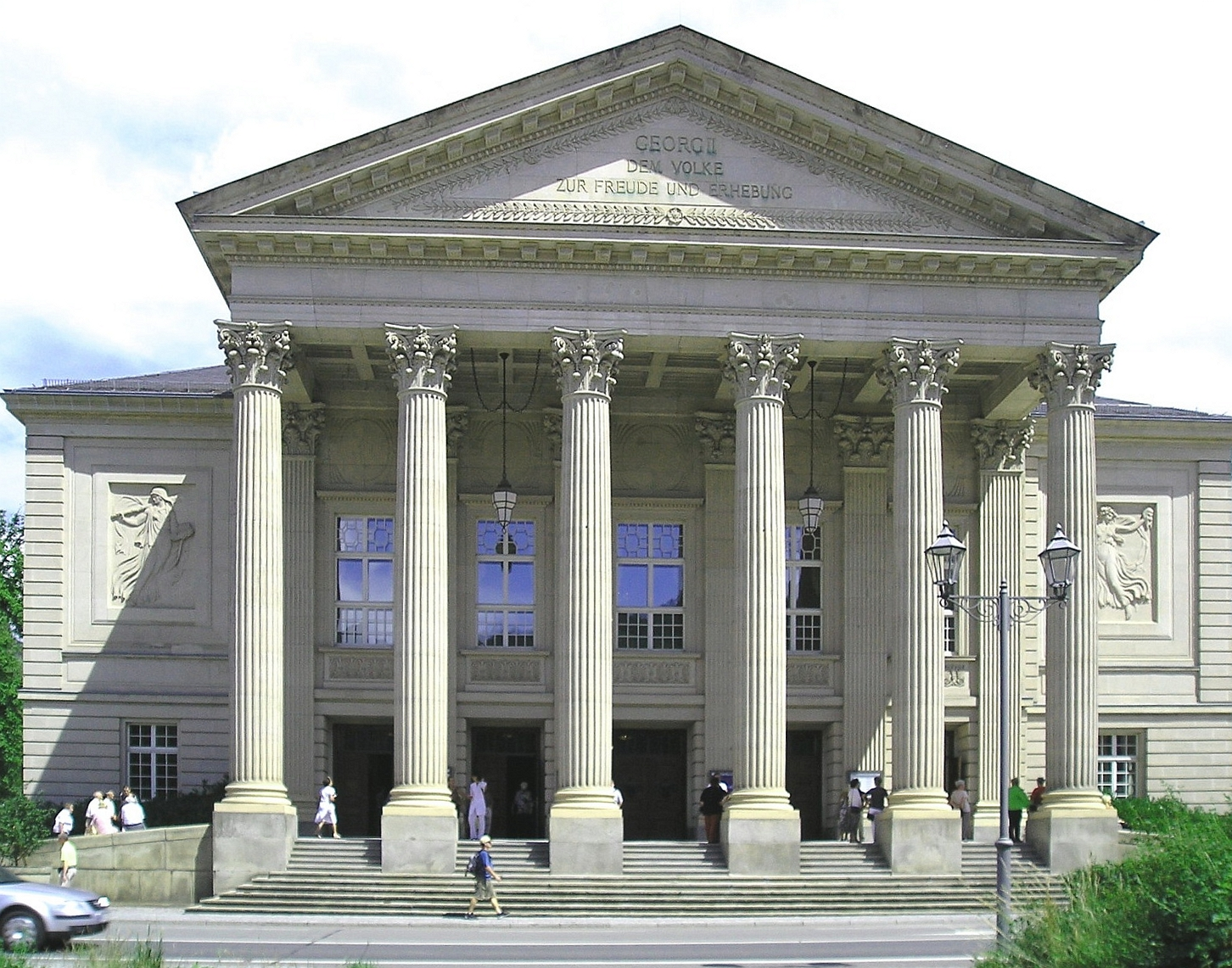
nhà hát
Elisabeth lâu đài lâu đài
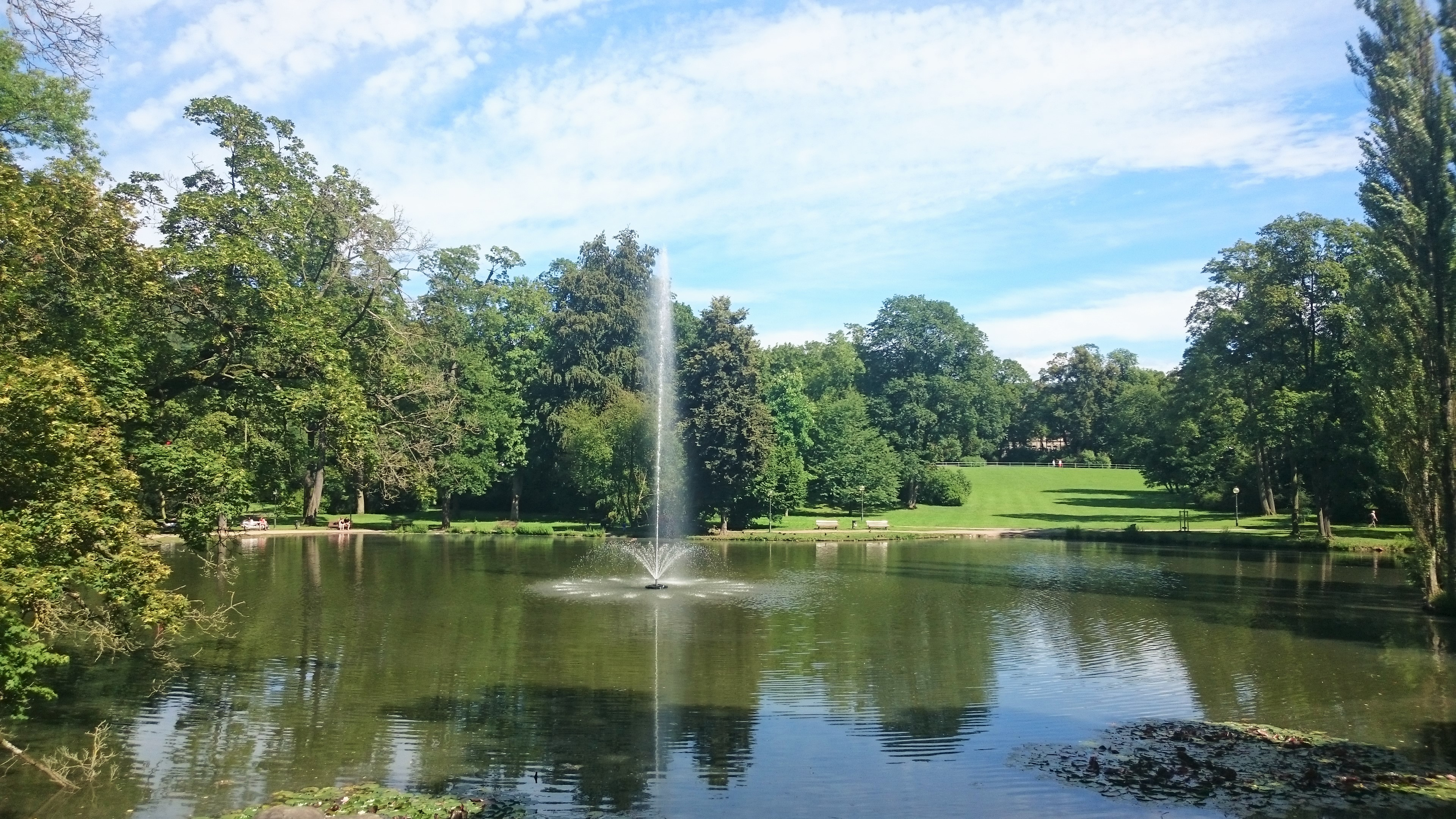
Vườn tiếng Anh
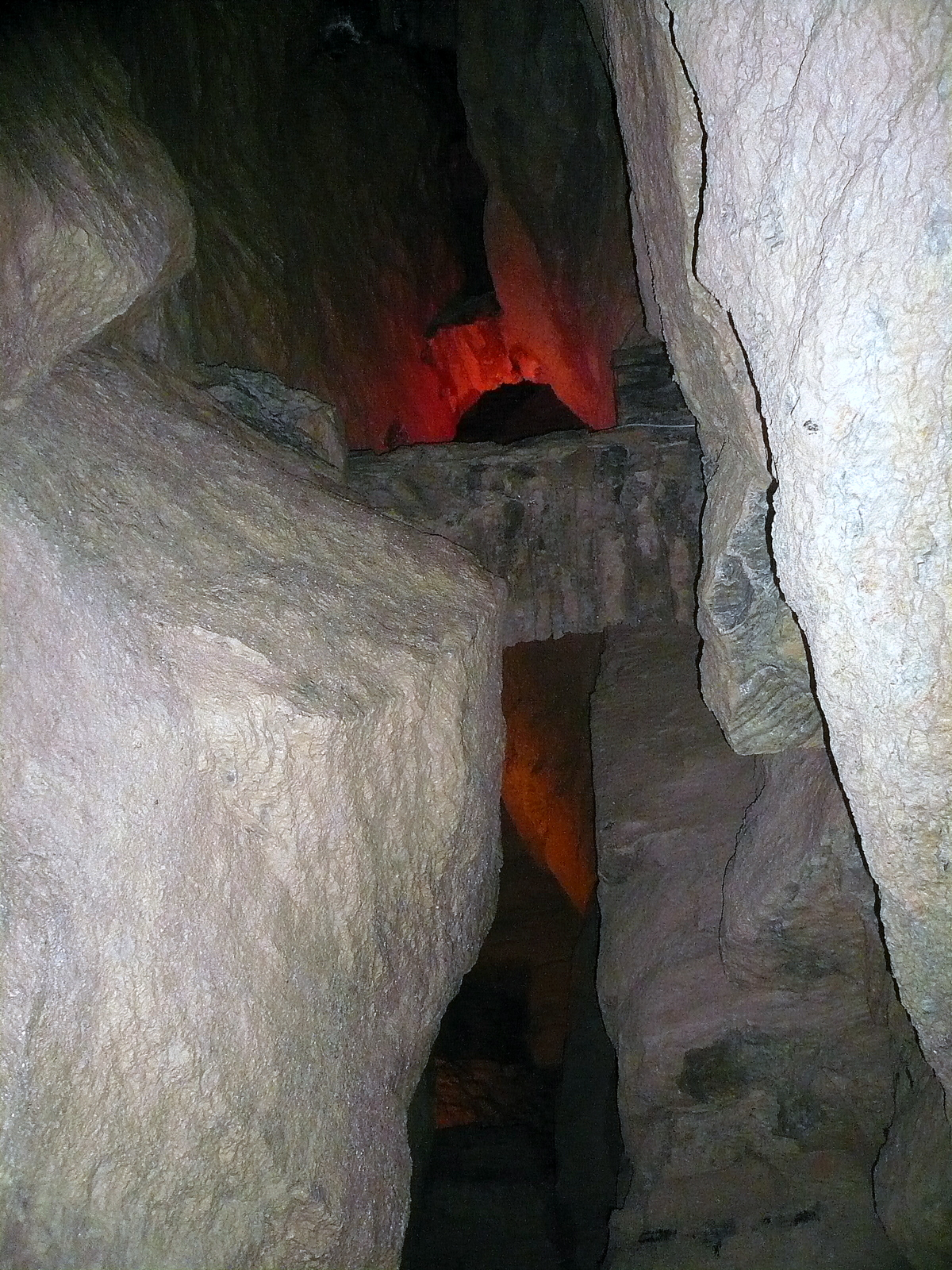
Goetz Cave